# Лека, Дора
Дора Лека (алб. Dhora Leka; 23 февраля 1923, Корча — 24 декабря 2006, Тирана) — албанский композитор. Генеральный секретарь Союза деятелей искусств Албании (с 1954). Народный артист Албании (алб.  “Artist i Popullit”, 1992).

## Биография
Обучалась в корчинском лицее, где одним из преподавателей был Энвер Ходжа. В 1939 года стала членом подпольного коммунистического Союза молодёжи.
В 1942 году окончила педагогический институт для женщин в Тиране. С юности обладала музыкальным талантом, брала уроки игры на фортепьяно. После окончания института учительствовала в сельских школах возле Корчи. После присоединилась к албанскому движению сопротивления. Участница Второй мировой войны.
В 1942 года вступила в Коммунистическую партию Албании. Встречалась в горах с партизанскими руководителями Энвером Ходжой, Меметом Шеху, Кочи Дзодзе. Вербовала в городах и сёлах молодёжь в партизанские отряды, распространяла листовки, ходила в разведку, писала песни на стихи партизанских поэтов. Большую часть репертуара, спетого албанскими партизанами во время Второй мировой войны, составляли произведения Доры Леки, в том числе наиболее часто исполняемые, такие как «Куштрими» («Набат»), «Рини-Рини» и «Марш первого дивизиона». В конце войны стала капитаном Национально-освободительной армии Албании.
В 1948 году поступила в Московскую консерваторию, где обучалась композиции до 1953 года. Во время учебы она сочинила две важные в её музыкальной карьере пьесы увертюру на основе народных мотивов для симфонического оркестра, которая впервые была исполнена оркестром Московского радио. Второй стала кантата «Албания, моя родина», написанная в Тиране в честь 10-й годовщины освобождения страны от немецкой оккупации.
После возвращения на родину — учитель музыки художественной школы. В феврале 1954 года была избрана генеральным секретарём Союза деятелей искусств Албании.
В мае 1956 года на партийной конференции в Тиране, выступила с критикой режима Энвера Ходжи, после чего была репрессирована. В мае 1957 года была арестована. Военный суд лишил Дору Леку всех военных званий и наград, приговорив её за измену Отечеству и народу к 25 годам лишения свободы.
Отбывала срок в лагерях. В декабре 1970 года она получила разрешение жить в Фиере, где работала швеей. В январе 1983 года вновь была интернирована. Вышла на свободу в 1991 году.
После освобождения вернулась к сочинению музыки, занималась популяризацией албанского искусства в Германии, США, Великобритании и Греции. В феврале 1996 года основала фонд своего имени, для поддержки молодых талантов в области музыки.
В 1992 году Дора Лека была удостоена звания Народный артист Албании.

## Избранные произведения
песни
- «Товарищам»
- «Набат»
- «Гимн албанской молодёжи»
- «Месть»
- «Гимн павшим»